# Line Kloster
Line Kloster (* 27. Februar 1990 in Oslo) ist eine norwegische Leichtathletin, die im Sprint und Hürdenlauf an den Start geht.

## Sportliche Laufbahn
Erste Erfahrungen bei internationalen Meisterschaften sammelte Line Kloster im Jahr 2011, als sie bei den U23-Europameisterschaften in Ostrava in 54,18 s den siebten Platz im 400-Meter-Lauf belegte. 2012 startete sie mit der norwegischen 4-mal-400-Meter-Staffel bei den Europameisterschaften in Helsinki, verpasste dort aber mit 3:37,74 min den Finaleinzug. Im Jahr darauf gelangte sie bei den Halleneuropameisterschaften in Göteborg bis ins Halbfinale über 400 Meter und schied dort mit 52,78 s aus und 2014 kam sie bei den Europameisterschaften in Zürich mit 54,27 s nicht über die erste Runde über 400 Meter hinaus und schied auch im Staffelbewerb mit 3:36,67 min im Vorlauf aus. 2015 schied sie bei den Halleneuropameisterschaften in Prag mit 54,21 s in der Vorrunde aus und im Jahr darauf verpasste sie bei den Europameisterschaften in Amsterdam mit neuem Landesrekord von 3:31,73 min den Finaleinzug mit der Staffel. 2018 startete sie im 400-Meter-Hürdenlauf bei den Europameisterschaften in Berlin und schied dort mit 55,78 s im Halbfinale aus und 2020 siegte sie in 57,15 s beim Göteborg Friidrott GP. 2021 siegte sie in 56,45 s bei den Kuortane Games und nahm anschließend im Hürdenlauf an den Olympischen Sommerspielen in Tokio teil und schied dort mit 56,45 s in der ersten Runde aus. Kurz darauf stellte sie in La Chaux-de-Fonds mit 23,11 s einen Landesrekord im 200-Meter-Lauf auf und löste damit Helene Rønningen als Rekordhalterin ab.
2022 schied sie bei den Europameisterschaften in München mit 55,63 s im Halbfinale über 400 Meter Hürden aus und verpasste mit der 4-mal-400-Meter-Staffel mit 3:31,36 min den Finaleinzug. Im Jahr darauf schied sie bei den Weltmeisterschaften in Budapest mit 55,43 s im Halbfinale aus. 2024 belegte sie bei den Europameisterschaften in Rom in 55,29 s den sechsten Platz über 400 Meter Hürden. Im August schied sie bei den Olympischen Sommerspielen in Paris mit 56,73 s in der Hoffnungsrunde aus.
In den Jahren 2012 und 2013 sowie 2018, 2022 und 2023 wurde Kloster norwegische Meisterin im 200-Meter-Lauf sowie 2012, 2013 und 2016 über 400 Meter. 2017 siegte sie im 100-Meter-Hürdenlauf und 2018 über 400 Meter Hürden. Zudem wurde sie von 2022 bis 2024 Landesmeisterin im 100-Meter-Lauf. In der Halle wurde sie 2012, 2013 und 2018 Landesmeisterin über 400 Meter sowie 2012 auch über 200 Meter. 2015 siegte sie im 60-Meter-Hürdenlauf sowie 2019 im 800-Meter-Lauf und in den Jahren 2013 und 2015 siegte sie in der 4-mal-200-Meter-Staffel.

## Persönliche Bestleistungen
- 100 Meter: 11,35 s (+1,1 m/s), 6. Juli 2023 in Jessheim
- 150 Meter: 17,17 s (+0,5 m/s), 25. Januar 2022 in Potchefstroom (norwegische Bestleistung)
- 200 Meter: 23,03 s (+1,2 m/s), 11. September 2022 in Zagreb
  - 200 Meter (Halle): 24,30 s, 8. Februar 2015 in Steinkjer
- 300 Meter: 37,31 s, 9. Juni 2018 in Asker
- 400 Meter: 51,93 s, 25. Mai 2022 in Huelva
  - 400 Meter (Halle): 52,78 s, 2. März 2013 in Göteborg
  - 800 Meter (Halle): 2:13,10 min, 3. Februar 2019 in Haugesund
- 100 m Hürden: 13,54 s (−1,9 m/s), 31. Juli 2016 in Askøy
  - 60 m Hürden (Halle): 8,48 s, 28. Januar 2017 in Florø
- 300 m Hürden: 38,97 s, 27. Mai 2018 in Lillestrøm (nationale Bestleistung)
- 400 m Hürden: 53,91 s, 3. Juli 2022 in La Chaux-de-Fonds (norwegischer Rekord)